# 蘭尼亞佐里亞
49°15′33″N 40°11′53″E / 49.25917°N 40.19806°E
蘭尼亞-佐里亞（羅馬化：Rannia Zoria）是位於烏克蘭東部的村莊，由盧甘斯克州舊比利斯克區的米洛韋市鎮負責管轄。該村是烏克蘭最東點，始建於1928年，面積0.84平方公里，海拔高度173米，2001年人口106，人口密度每平方公里126.2人。